# Mombaldone
Mombaldone – miejscowość i gmina we Włoszech, w regionie Piemont, w prowincji Asti.
Według danych na styczeń 2009 gminę zamieszkiwały 232 osoby przy gęstości zaludnienia 18,9 os./1 km².